# 앤더슨 메사
앤더슨 메사(Anderson Mesa)는 미국 애리조나주에 있는 메사 지형으로 앤더슨 메사 기지와 해군 정밀도 광학 간섭계(Navy Precision Optical Interferometer, NPOI)라는 천문 관측소의 입지로 사용되고 있다.

## 같이 보기
- 탁상지